# Fălticeni
Fălticeni (Ausspracheⓘ) ist ein Munizipium im rumänischen Kreis Suceava in der historischen Region Westmoldau.
Der Ort ist selten unter der eingedeutschten Bezeichnung Foltischeni bekannt.

## Geographische Lage
Fălticeni liegt 25 Kilometer von der Kreishauptstadt Suceava entfernt.

## Geschichte
Erstmals urkundlich erwähnt wurde Fălticeni im 18. Jahrhundert.

## Sehenswürdigkeiten
- Die Große Synagoge
- Ein Viertel der Stadtfläche ist von Obstplantagen und Seen bedeckt.

## Wirtschaft
In der Stadt befinden sich Fabriken der Möbel-, Milch-, Textil- und Chemiesparte. Auch zahlreiche Destillerien zur Branntweinherstellung sind vorhanden.

## Bildung

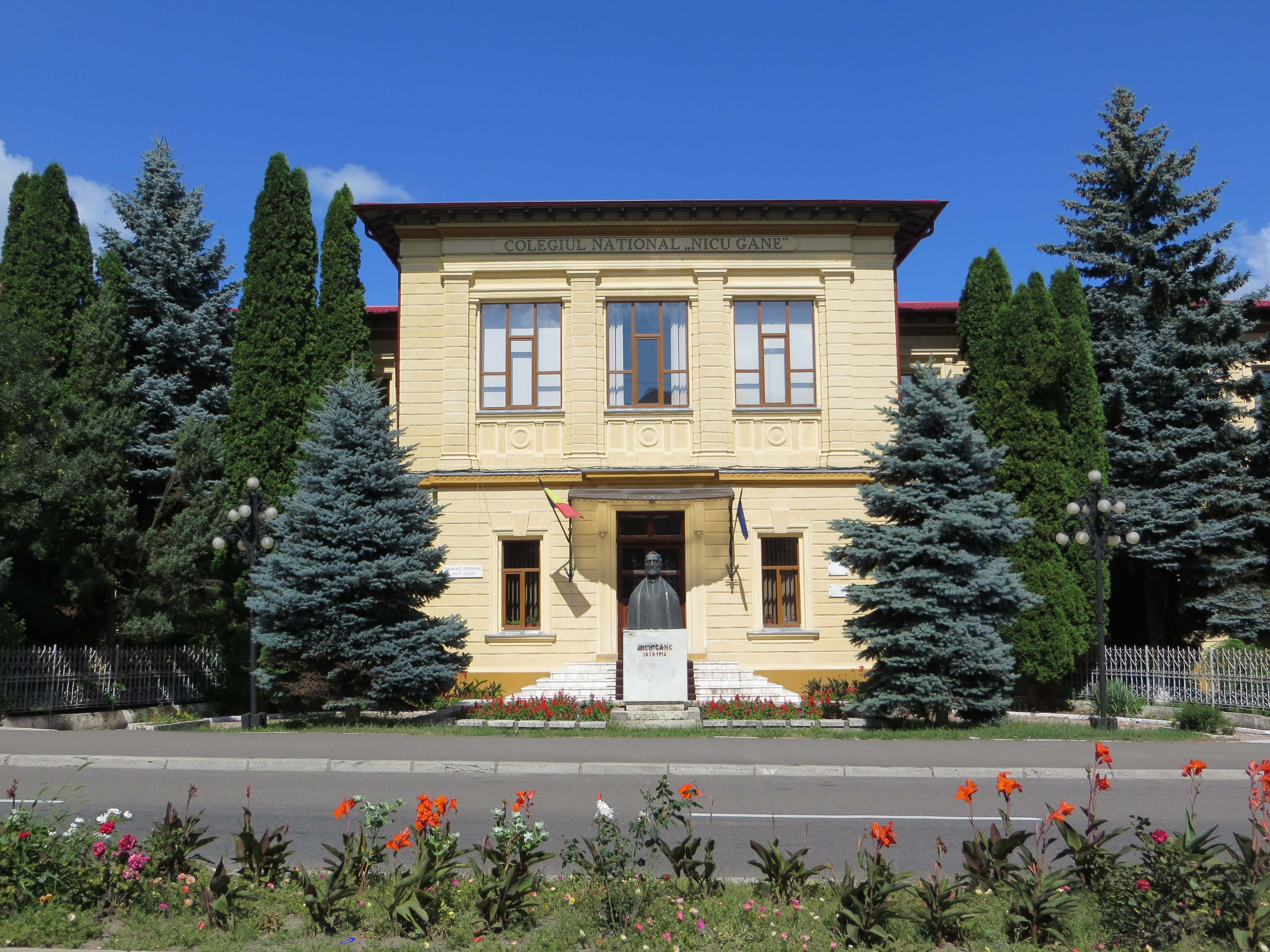
Colegiul Național „Nicu Gane“

Die Bildungseinrichtung Colegiul Național „Nicu Gane“ in Fălticeni.

## Söhne und Töchter der Stadt
- Benjamin II. (1818–1864), rumänisch-jüdischer Kaufmann und Weltreisender
- Albert Bittinger (1868–1925), deutscher Reichsgerichtsrat
- Horia Lovinescu (1915–1983), Dramatiker und Drehbuchautor
- Sofia Ionescu (1920–2008), Neurochirurgin
- Gilles Ségal (1932–2014), französischer Schauspieler
- Romică Andreica (* 1970), Politiker
- Constantin Schumacher (* 1976), ehemaliger rumänischer Fußballspieler und derzeitiger Fußballtrainer
- Vasile Maftei (* 1981), Fußballspieler
- Ciprian Tănasă (* 1981), Fußballspieler
- Maria Olaru (* 1982), Kunstturnerin, Olympiasiegerin 2000
- Vlad Dascălu (* 1997), Radrennfahrer
- Andrei Toader (* 1997), Kugelstoßer
- Ciprian Tudosă (* 1997), Ruderer
- Maria-Magdalena Rusu (* 1999), Ruderin